# 尤塔·鲍尔
尤塔·鲍尔（德語：Jutta Bauer，1955年1月9日—），德国女性插画家，儿童文学作家。2010年国际安徒生插画家奖得主。

## 生平
出生于汉堡的沃克斯多夫（Volksdorf），1975年至1981年在汉堡应用科技大学学习设计。
90年代初期开始从事童书插画工作，以幽默轻快的画风著称。

## 中文译本
- 尤塔·鲍尔. . 由高玉菁翻译. 湖北美术出版社. 2009年1月. ISBN 9787539423555.
- 尤塔·鲍尔. . 由王星翻译. 南海出版公司. 2010年2月. ISBN 9787544245753.
- 尤塔·鲍尔. . 由刘海颖翻译. 河北教育出版社. 2012年12月. ISBN 9787543497542.
- 尤塔·鲍尔. . 由梅竹翻译. 湖南美术出版社. 2019年4月. ISBN 9787535685032.
- 尤塔·鲍尔. . 国际安徒生奖大奖书系. 由王星翻译. 安徽少年儿童出版社. 2016年4月. ISBN 9787539781846.

于尔克·舒比格原著绘本
- 尤塔·鲍尔（绘）. . 由王泰智 / 沈惠珠翻译. 四川少年儿童出版社. 2010年9月. ISBN 9787536550988.
- 尤塔·鲍尔（绘）. . 由林敏雅翻译. 星月書房. 2014年1月. ISBN 9789862940723.